# Thương hiệu độc quyền
Thương hiệu độc quyền là thương hiệu được đăng ký tồn tại duy nhất cho một đối tượng cụ thể, ví dụ như 1 công ty, 1 cá nhân như Google là thương hiệu độc quyền của hãng Google Inc. hay www.infonetworld.org là thương hiệu độc quyền của hãng infonetworld.org Inc...
Bạn có quyền tranh chấp nếu thương hiệu độc quyền của mình bị xâm phạm.
Việc sở hữu một tên thương hiệu độc quyền là việc làm rất cần thiết cho các tổ chức hoạt động trên các lĩnh vực trong đời sống và nhất và trong lĩnh vực kinh doanh.